# Peringia
Peringia är ett släkte av snäckor. Peringia ingår i familjen tusensnäckor.
Släktet innehåller bara arten Peringia ulvae.